# Littlewoods förmodan
Inom matematiken är Littlewoods förmodan en förmodan inom Diofantisk approximation av John Littlewood runt 1930. Förmodan säger att för godtyckliga reella tal α och β är
{\displaystyle \liminf _{n\to \infty }\ n\,\Vert n\alpha \Vert \,\Vert n\beta \Vert =0}
där {\displaystyle \Vert \,\Vert } är avståndet till det närmaste heltalet.

## Partiella resultat
Borel bevisade år 1909 att mängden av par (α,β) som inte satisfierar förmodan har Lebesguemått noll. Manfred Einsiedler, Anatole Katok och Elon Lindenstrauss har bevisat att mängden har Hausdorffdimension noll och är unionen en uppräkneligt många kompakta mängder med Minkowski–Bouliganddimension noll. Detta bevisades genom att använda måttklassificeringssatsen för diagonaliserbara verkan på grupper av högre rang, och en isolationssats bevisad av Lindenstrauss och Barak Weiss.
Ur dessa resultat följer det att icke-triviala par som satisfierar förmodan finns: givet ett reellt tal α så att {\displaystyle \inf _{n\geq 1}n\cdot ||n\alpha ||>0} är det alltid möjligt att konstruera en explicit β så att (α,β) satisfierar förmodan.